# 1-オクテン-3-オン
1-オクテン-3-オン（英語: Oct-1-en-3-one）は、化学式CH2=CHC(=O)(CH2)4CH3で表されるケトンの一種である。アミルビニルケトンとも呼称される。1-オクテンの3位に酸素原子1つが二重結合した構造である。日本の消防法では危険物第4類第2石油類（非水溶性）に分類される。

## 匂い
マッシュルームのような臭いとも、金属臭とも称される匂いを持ち、嗅覚閾値は0.03 - 1.12 µg/m3とごく低濃度でも感じ取れる強さを持つ。
皮膚などの脂質から、2価の鉄イオンを触媒として発生する。鼻血や、錆の浮いた鉄棒を握った手のひらなどから感じる、いわゆる「鉄の匂い」、「血の匂い」とされる匂いは主にこの物質による。

## 自然界での合成
自然界ではブドウのうどんこ病の原因の真菌であるUncinula necatorによって合成される。また、他の化合物とも共存するものの、様々なキノコ類で、この化合物は検出される。